# جک مولهال
جک مولهال (انگلیسی: Jack Mulhall؛ ۷ اکتبر ۱۸۸۷ – ۱ ژوئن ۱۹۷۹) یک بازیگر سینما اهل ایالات متحده آمریکا بود.
از فیلم‌های او می‌توان به نمایش نمایش‌ها، دو هفته مرخصی، آوای وحش، مالی ئو، خوش‌اخلاق باش بانو و شب بانوان در حمام اشاره نمود.